# كالاتافيمي سيجيستا
قلعة فيمي سِجِستة أو (نقحرة: كالاتافيمي سيجيستا) (بالإيطالية: Calatafimi Segesta كالاتافيمي سيجيستا)‏ هي مدينة صغيرة تعرف أكثر باسمها الأول قلعة فيمي في مقاطعة طرابنش في صقلية جنوب إيطاليا.
تم إنشاء الاسم الكامل للبلدية في عام 1999 و يهدف إلى تسليط الضوء على وجود معبد دوريك من سجستة الذي يعود للقرن الخامس قبل الميلاد على أراضيها. يعتبر هذا المعبد أحد أهم المعابد من نوعه كونه لا يزال بحالة جيدة. يوجد بجوار المعبد على قمة تل مجاور مدرج روماني يعود للقرن الثاني الميلادي.

## السكان
في سنة 1861 بلغ عدد السكان 8٬690 نسمة، وتطور العدد ليصل في سنة 2011 لـ 6٬938 نسمة.
يظهر هذا المخطط البياني تطور النمو السكاني لـ قلعة فيمي سجستة

## توأمة
لكالاتافيمي سيجيستا اتفاقيات توأمة مع:
- تيانو